# 64º Kouhaku Utagassen
O 64º NHK Kouhaku Utagassen foi um evento artístico transmitido pela NHK (NHK-G e NHK World Premium) entre 19:15 e 23:45 do dia 31 de dezembro de 2013. O tema desta edição é "Aqui está a música" e teve como anfitriões Haruka Ayase e Arashi, além da mediadora Yumiko Udô. Esta foi a 25ª edição do festival na Era Heisei. Além de dedicar uma parte do show ao asaddora Amachan, a edição deste ano contou com a última participação do veterano Saburô Kitajima.

## Artistas
Novamente, a NHK deu prioridade aos artistas japoneses, incluindo o estreante Criss Hart, que cantou no palco junto com Seiko Matsuda. Outro encontro musical foi entre Nana Mizuki e T.M. Revolution. Outros artistas que estrearam no Kouhaku são: Sexy Zone, NMB48, Shigeru Izumiya, Linked Horizon, Sakanaction, E-Girls e Miwa. A banda Golden Bomber cantou novamente "Memeshikute", interpretada em 2012, mas desta vez inspirada em esportes olímpicos, por conta da escolha da cidade de Tóquio como sede dos Jogos Olímpicos de 2020. Vários artistas apresentaram "medleys", como é o caso de AKB48, Masaharu Fukuyama, E-Girls, Exile, Momoiro Clover Z, Arashi e Seiko Matsuda. O tradicional "Ootori" foi feito pelo veterano Saburô Kitajima, que declarou que estaria participando pela 50º e última vez do Kouhaku (o cantor tem 77 anos) e nada mais justo cantar "Matsuri" por ser o último cantor a se apresentar antes do anúncio do time vencedor.
Como manda a tradição, ao final do evento, todos os artistas cantam "Hotaru no Hikari", com a regência de Maasaki Hirao. O sistema de bolas foi usado pela primeira vez em 7 anos, e o time vencedor foi o Shirogumi (9 votos contra 4 do Akagumi), que acumula 35 vitórias. Akagumi continua com 29 vitórias e não vence desde 2011.
A audiência média do programa (na região de Kanto) ficou em torno de 44,5% sendo a maior desde 2004. O programa teve picos de audiência de 51% durante a apresentação final de Saburô Kitajima. Outros momentos de maior audiência foram o anúncio de graduação de Yuko Oshima durante a apresentação do AKB48 e a participação do elenco de Ama-chan, um dos maiores sucessos da TV japonesa em 2013.

## Músicas

### Primeira parte
- 00. Amachan Special Big Band - "64-Kai Da yo! Kouhaku Utagassen"[4]
  - Inclui trecho da música Song Stein, usado na abertura do programa durante os primeiros anos.[4]
- 01. Ayumi Hamasaki - "Inspire"[4]
- 02. Sexy Zone - "Sexy Heiwa Zone Kyoku"[4]
  - Sexy Zone[4]
  - Lady Diamond[4]
  - Sexy Summer ni Yuki ga Furu[4]
  - Real Sexy!'[4]
  - Bye Bye Dubai ~See You Again~[4]
- 03. NMB48 - "Kamonegix"[4]
- 04. Takashi Hosokawa - "Naniwa Bushi Dayou Jinsei Ha 2013"[4]
  - Nesta música, o NMB48 atuou como Backing Dancers.[4]
- 05. Hideaki Tokunaga - "Yume no Shinjite"[4]
- 06. Kaori Kozai - "Sake no Yado"[4]
  - Nesta música, o Momoiro Clover Z atuou como Backing Dancers.[4]
- 07. Go Hiromi - "Bang Bang"[4]
- 08. E-Girls - "2013 Kouhaku Special Medley"[4]
  - Follow Me[4]
  - Gomennasai no Kissing You[4]
- 09. Sandaime J Soul Brothers - "Fuyu Monogatari"[4]
- 10. Natsuko Godai - "Kinmokusei"[4]
- 11. AAA - "Koioto to Amazora"[4]
- 12. Kouhei Fukuda - "Nambu Semi Shigure"[4]
- 13. Ayako Fuji - "Akai Ito"[4]
- 14. Sakanaction - "Music"[4]
- 15. Miwa - "Hikari E"[4]
- 16. Porno Graffitti - "Seishun Hanamichi"[4]
- 17. Yoshimi Tendo - "Furusato Ginga"[4]
- 18. Linked Horizon - "Guren no Yumiya - Kouhaku Special Version"[4]
- 19. Nana Mizuki & TM Revolution "Kakumei 2013 - Kouhaku Special Colaboration"[4]
  - Preserved Roses[4]
  - Kakumei Dualism[4]
- 20. SKE48 - "Sansei Kawaii!!"[4]
- 21. Shinichi Mori - "Erimomisaki"[4]
- 22. Fuyumi Sakamoto - "Otoko no Himatsuri"[4]
- 23. Kobukuro - "Ima, Sakihokoro Hanatachi yo"[4]
- Performance Especial - "Hana wa Saku" (Haruka Ayase)[4]

### Segunda parte
- 24. Exile - "Exile Pride - Kono Sekai wo Aisuru Tame"[4]
- 25. Momoiro Clover Z - "Momoiro Kouhaku 2013 da Z!"[4]
  - Gounn[4]
  - Hashire![4]
- 26. Golden Bomber - "Memeshikute"[4]
- 27. Aiko - "Loveletter"[4]
- 28. Kiyoshi Hikawa - "Manten no Hoshi"[4]
- 29. Kana Nishino - "Sayonara"[4]
- 30. TOKIO - "Ambitious Japan"[4]
- 31. Akiko Wada - "Imademo Anata"[4]
- Performance Especial - Amachan[4]
  - Nesta parte, todas as músicas foram executadas por uma banda ao vivo.
- 32. Dreams Come True - "Sa Kane wo Narase"[4]
  - Esta música foi executada ao vivo, sem playback.
- 33. Kanjani8 - "Kouhaku 2 Dome - Yobare Te Tobite De Je Je Je Je!"[4]
- 34. Kyary Pamyu Pamyu - "2013 Kouhaku Kyary Pamyu Pamyu Medley"[4]
  - Mottai Night Land
  - Invader Invader
- 35. Hiroshi Itsuki - "Hakata A La Mode"[4]
  - Nesta música, o AKB48 e Rino Sashihara atuaram como Backing Dancers.[4]
- 36. Perfume - "Magic of Love"[4]
- 37. Yuzu - "Ame Nochi Hallelujah"[4]
- 38. Kaori Mizumori - "Ise Meguri"[4]
- Performance Especial - "Furusato" (Arashi)[4]
- 39. Sayuri Ishikawa - "Tsugaru Kaikyo Fuyu-Geshiki"[4]
- 40. Miwa Akihiro - "Furusato no Sora no Shita ni"[4]
- 41. AKB48 - "2013 Kouhaku Special - AKB48 Festival!"[4]
  - Koisuru Fortune Cookie[4]
  - Heavy Rotation[4]
- 42. Masaharu Fukuyama - "2013 Special Medley"[4]
  - vs. 2013 〜Chikaku to kairaku no rasen〜[4]
  - Tanjōbi ni wa masshirona yuri o[4]
- 43. Shigeru Izumiya - "Shunkashuutou 2014"[4]
- 44. Ikimonogakari - "Egao"[4]
- 45. Arashi -"New Year's Eve Medley 2013"[4]
  - Breathless[4]
  - Endless Game[4]
- 46. Seiko Matsuda & Chris Hart - "New Year's Eve Special Love Song Medley"[4]
  - Esta música foi executada ao vivo, sem playback.[4]
- 47. Mariko Takahashi - "For You..."[4]
- 48. SMAP - "Joymap!"[4]
  - Nesta música, os grupos do G48 e da Johnny's atuaram como Backing Dancers.[4]
- 49. Saburô Kitajima - "Matsuri"[4]
- 50. "Hotaru no Hikari"[4]